# Ренарт, Дионисий

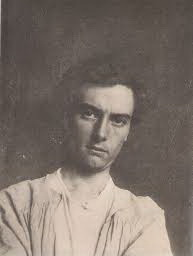
Дионисий Ренарт, 1909

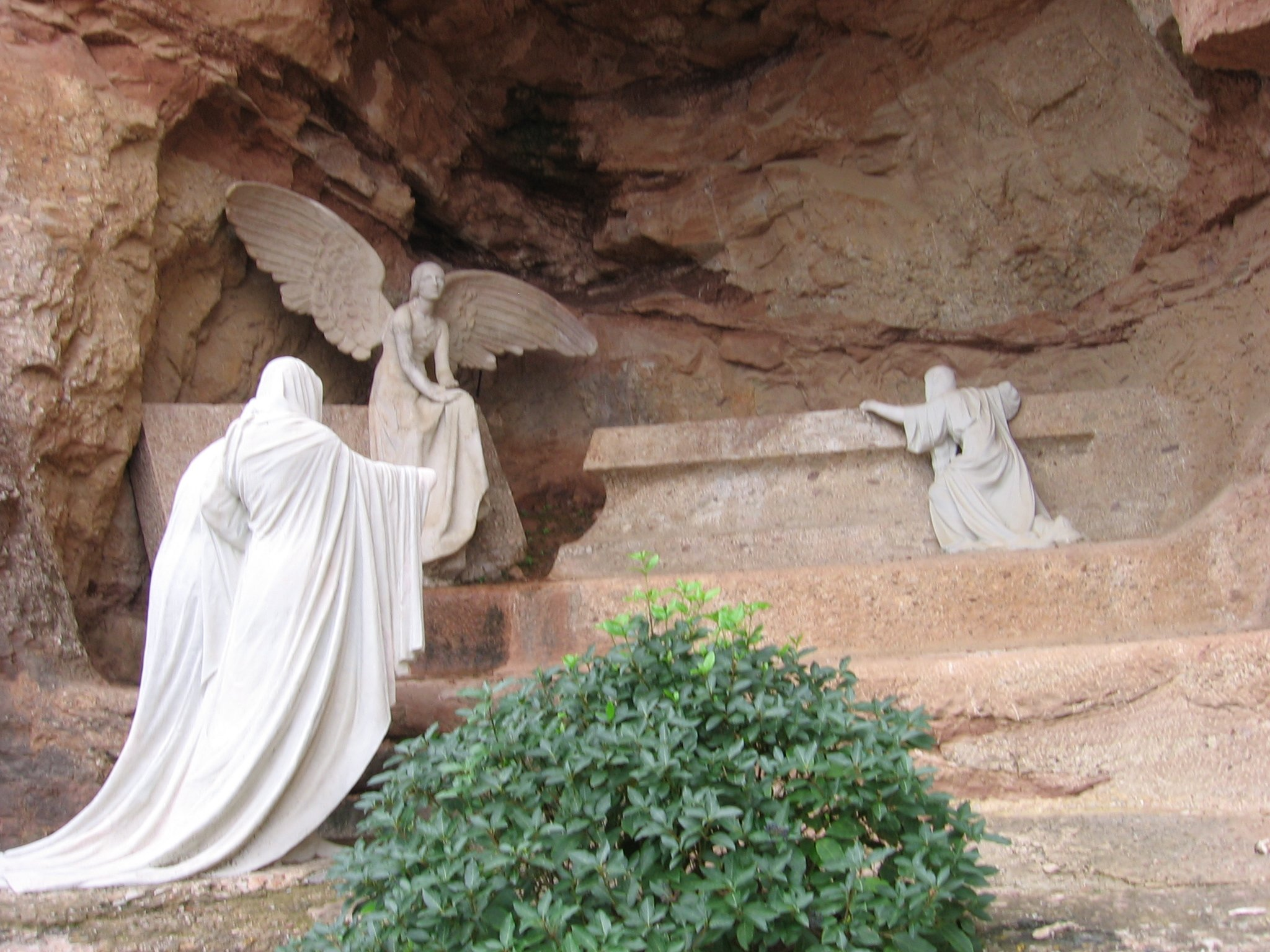
Грот «Воскресение Иисуса» на пути из монастыря Монтсеррат

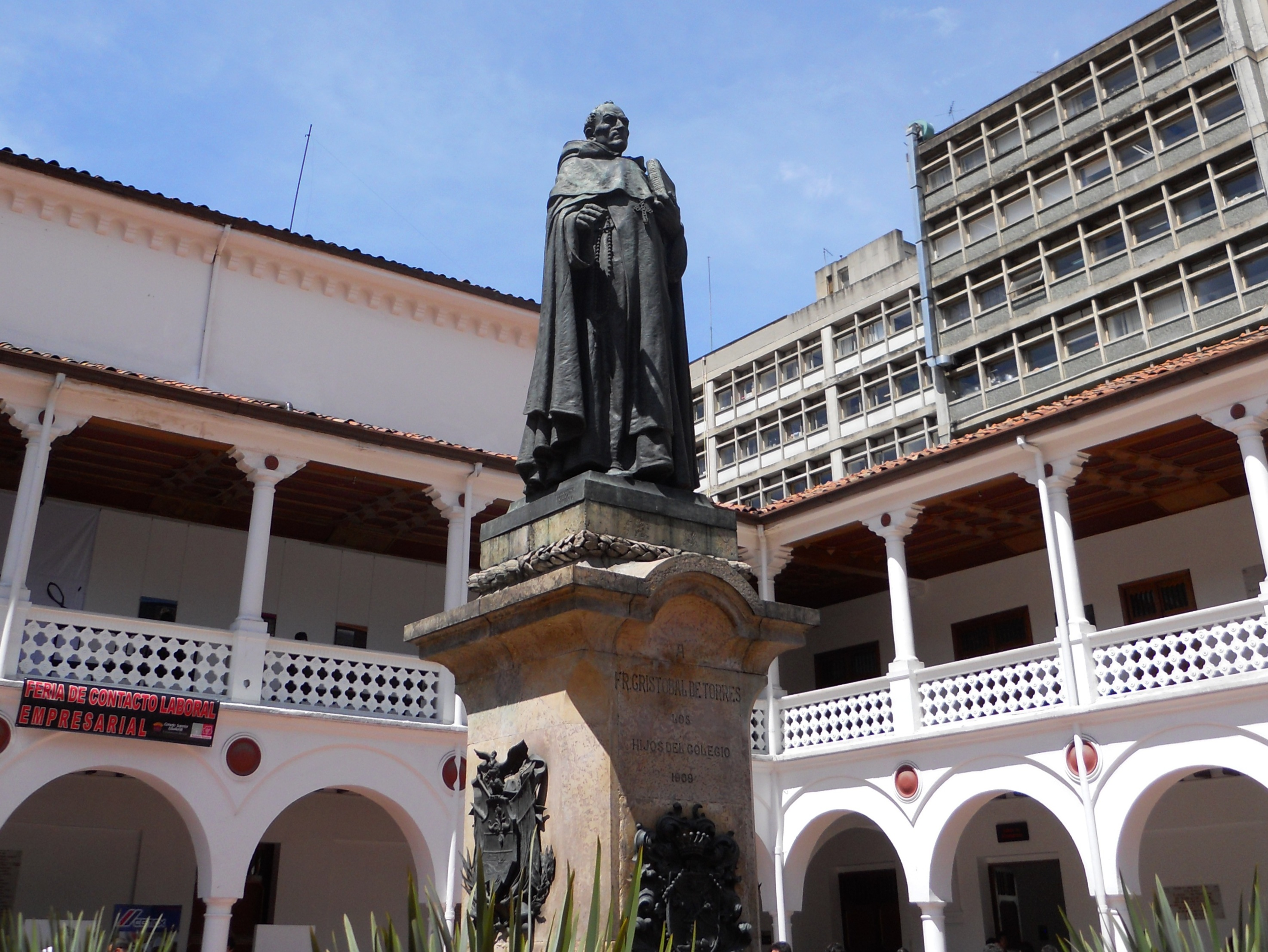
Памятник Кристобалю де Торрес, Богота

Дионисий Ренарт-и-Гарсия (кат. Dionís Renart i García; 23 марта 1878[…], Барселона — 12 февраля 1946[…], Барселона) — испанский и каталонский скульптор и астроном.

## Жизнь и творчество
Родился в семье художника Дионисия Ренарт-и-Босха, родной брат художника и дизайнера Жоакима Ренарта. Начальные навыки художественного творчества приобрёл в мастерской отца, затем продолжил своё образование в барселонской школе искусств, школе Ла-Лонха (Escuela de la Llotja), затем работал в ателье скульптора Хосепа Лимона-и-Бругуэра. Во время поездки в Париж познакомился с творчеством Огюста Родена, у которого многое позаимствовал. Работал в стиле модерн, на рубеже XIX-XX получившего развитие в Каталонии (Каталонский модерн). Среди произведений Д.Ренарта - статуи и бюсты исторических деятелей и современников, керамика и вазы, религиозная скульптура, медали и медальоны. 
Скульптуры, выполненные Д.Ренартом, неоднократно участвовали в художественных выставках в Барселоне (1911, «Ева»; 1918 «Расы») и в Мадриде (1912, его «Аллегории и портреты»). Среди наиболее известных работ Д.Ренарта - группа «Три Марии» в гроте «Воскресения Иисуса» на пути Rosario Monumental de la Resurrecció de Jesús, проходящего от монастыря Монтсеррат к гроту, где была обнаружена «Чёрная мадонна» (здесь также работали Антонио Гаудии Хосеп Лимона), а  также статуя Кристобаля-де-Торреса (1909), основателя университета Росарио в Боготе (находится на территории университета в Боготе). Как скульптор также сотрудничал с медицинским факультетом Барселонского университета, изготавливал для него анатомические экспонаты. В 1915 году изваял бюст Жауме Бертоса для фасада дворца парламента Каталонии. 
Произведения Д.Ренарта выставлены в Музее современного искусства в Барселоне. В 2013 году был обнаружен неизвестный ранее портрет Дионисия Ренарта кисти Пабло Пикассо.
Д.Ренарт занимался также астрономическими исследованиями. В период с 1910 и по 1923 год он возглавлял отделение изучения Луны в Астрономическом обществе Каталонии. В 1912 году он организовывает и проводит в Барселоне выставку, посвящённую изучению Луны. Был автором стереографической карты лунного рельефа. Часть лунной поверхности названа в его честь. 